# キュリオショップせぴあ堂
「キュリオショップせぴあ堂」（キュリオショップせぴあどう）は、高瀬綾による日本の漫画作品。
『なかよし』（講談社）にて1997年7月号から同年12月号まで連載された。全6話。本編の他に、同年の同誌8月号増刊『なつやすみランド』に番外編が掲載された。単行本は同社の講談社コミックスなかよしより全1巻。

## あらすじ
古道具屋「せぴあ堂」の主人、小倉庄助に引き取られたいわくありげな一品にまつわる因縁を、庄助の孫娘・小倉七海が解き明かしていく。

## 登場キャラクター
小倉七海（おぐら ななみ）
本作の主人公。小倉庄助（後述）の孫娘。庄助とは近所に別居している。
小倉庄助（おぐら しょうすけ）
古道具屋「せぴあ堂」の主人。「骨董先生」の異名を持つ。孫娘の七海からは「じじさま」と呼ばれている。
マオマオ
「せぴあ堂」の陳列品の甕のなかに棲みついている女性の精霊。人探しをしている。
伊勢崎龍彦（いせざき たつひこ）
七海の転校先の中学校のクラスメイト。家は寺。庄助とは祖父（寺の住職）を通じて懇意にしてもらっている。
ミルク
七海のペットの犬。寺（龍彦の家）の前に捨てられていたのを、七海に拾われ、小倉家のペットとなった。

## 書誌情報
- 高瀬綾 『キュリオショップせぴあ堂』 講談社〈講談社コミックスなかよし〉、1998年3月6日第1刷発行、ISBN 4-06-178884-1
  - 本編に加え、番外編が併録されている。